# Cantón de Semur-en-Brionnais
El cantón de Semur-en-Brionnais era una división administrativa francesa, que estaba situada en el departamento de Saona y Loira y la región de Borgoña.

## Composición
El cantón estaba formado por catorce comunas:
- Briant
- Fleury-la-Montagne
- Iguerande
- Ligny-en-Brionnais
- Mailly
- Oyé
- Saint-Bonnet-de-Cray
- Saint-Christophe-en-Brionnais
- Saint-Didier-en-Brionnais
- Sainte-Foy
- Saint-Julien-de-Jonzy
- Sarry
- Semur-en-Brionnais
- Varenne-l'Arconce

## Supresión del cantón de Semur-en-Brionnais
En aplicación del Decreto n.º 2014-182 de 18 de febrero de 2014, el cantón de Semur-en-Brionnais fue suprimido el 22 de marzo de 2015 y sus 14 comunas pasaron a formar parte del nuevo cantón de Chauffailles.